# José Pedro Zúquete
José Pedro Zúquete (nacido el 27 de mayo de 1976 en Leiría, Portugal) es un historiador, cientista y sociólogo político portugués. Se ha especializado en movimientos políticos radicales y los efectos de la globalización y multiculturalismo. Ha estudiado y trabajado en Italia, Francia, Estados Unidos, Israel y Brasil. Actualmente es investigador en el Instituto de Ciencias Sociales de la Universidad de Lisboa, Portugal.
Su trabajo inicial trataba sobre el modernismo y el fascismo, mientras que su enfoque actual es el movimiento identitario y populismos nacionalistas y los ritos y subculturas que generan. Argumenta que estas formas sacralizadas de la organización política occidental se están volviendo más fuertes en reacción a las amenazas percibidas para la identidad nacional, como la globalización, los encuentros con el Islam y la influencia generalizada de la Unión Europea.

## Trayectoria académica
Zúquete es Licenciado en Historia por la Universidad de Coímbra (1998) y Doctor en Ciencias Políticas por la Universidad de Bath en el Reino Unido (2006). 
Como profesor e investigador ha trabajado en la Universidad de Coímbra, Universidad de Roma, Universidad de Bath, Universidad Sorbona Nueva - París 3, Universidad de Washington, en Seattle. Fue profesor visitante en la Universidad de Boston y Universidad del Estado de Río de Janeiro y en el Minda de Gunzburg Center for European Studies de la Universidad de Harvard durante el año académico 2006-2007.
En la actualidad es investigador asociado del Globalism Research Center, en la Universidad Real Instituto de Tecnología de Melbourne e investigador en el Instituto de Ciencias Sociales de la Universidad de Lisboa, Portugal. En esta última se encuentra investigando la nueva derecha radical en el Cono Sur (zonas con mayor población euroamericana) y Europa.

## Libros
- (2007) Missionary Politics in Contemporary Europe. New York: Syracuse University Press.
- (2010) The Struggle for the World: Liberation Movements for the 21st Century. California: Stanford University Press.
- (2018) The Identitarians: The Movement Against Globalism and Islam in Europe. Indiana: University of Notre Dame Press.